# Тульчинський провулок (Київ)
Тульчинський прову́лок — зниклий провулок, що існував у Подільському районі міста Києва. Пролягав від Троїцько-Кирилівської вулиці до Тульчинської вулиці. 

## Історія
Виник у середині XX століття під назвою Нова вулиця. Назву Тульчинський провулок отримав 1955 року. 
Ліквідований у зв'язку з переплануванням міста 1977 року.